# Archäologischer Fund
Als archäologischer Fund (englisch archeological finding) wird in der Archäologie ein bei einer Ausgrabung entdeckter beweglicher Gegenstand bezeichnet.
Funde sind im engeren Verständnis die einzelnen, beweglichen Fundstücke, etwa eine Scherbe, ein komplett erhaltenes Gefäß, ein Stein, ein Altar, Gebrauchsgegenstände, Waffen usw. Im weitesten Sinne bezeichnet ein Fund also ein Fundobjekt, sprich einen Gegenstand.
Artefakte sind ausschließlich die archäologischen Fundstücke, die von Menschen genutzt, modifiziert oder extra hergestellt wurden, etwa ein Stein, der in seiner Rohform als Hammer genutzt wurde, ein Lederband, das verwendet wurde, um einen Gegenstand an einem anderen zu befestigen, oder ein komplettes Tongefäß, das als Becher oder Vorratsbehälter verwendet wurde.
Funde können zu sogenannten Fundgattungen zusammengestellt und klassifiziert werden, so etwa Kleinfunde, Keramiken, Münzen, Schmuckgegenstände, Holzwerkzeuge, Waffentypen, Glasartefakte usw.
Ein archäologischer Fund kann in wissenschaftlich-systematischer Weise in Ausgrabungen an einer Grabungsstätte erfolgt sein oder aber es handelt sich um einen zufälligen Fund. Der Fundort ist idealerweise einem archäologischen Stratum zuordenbar. 
Findet ein reguläre Ausgrabung statt, werden die Funde aus einem ungestörten Schichtzusammenhang (Stratum) geborgen.
Auch müssen die Funde „eingemessen“ werden, das heißt, die exakten geographischen Koordinaten sind zu bestimmen und zu dokumentieren.

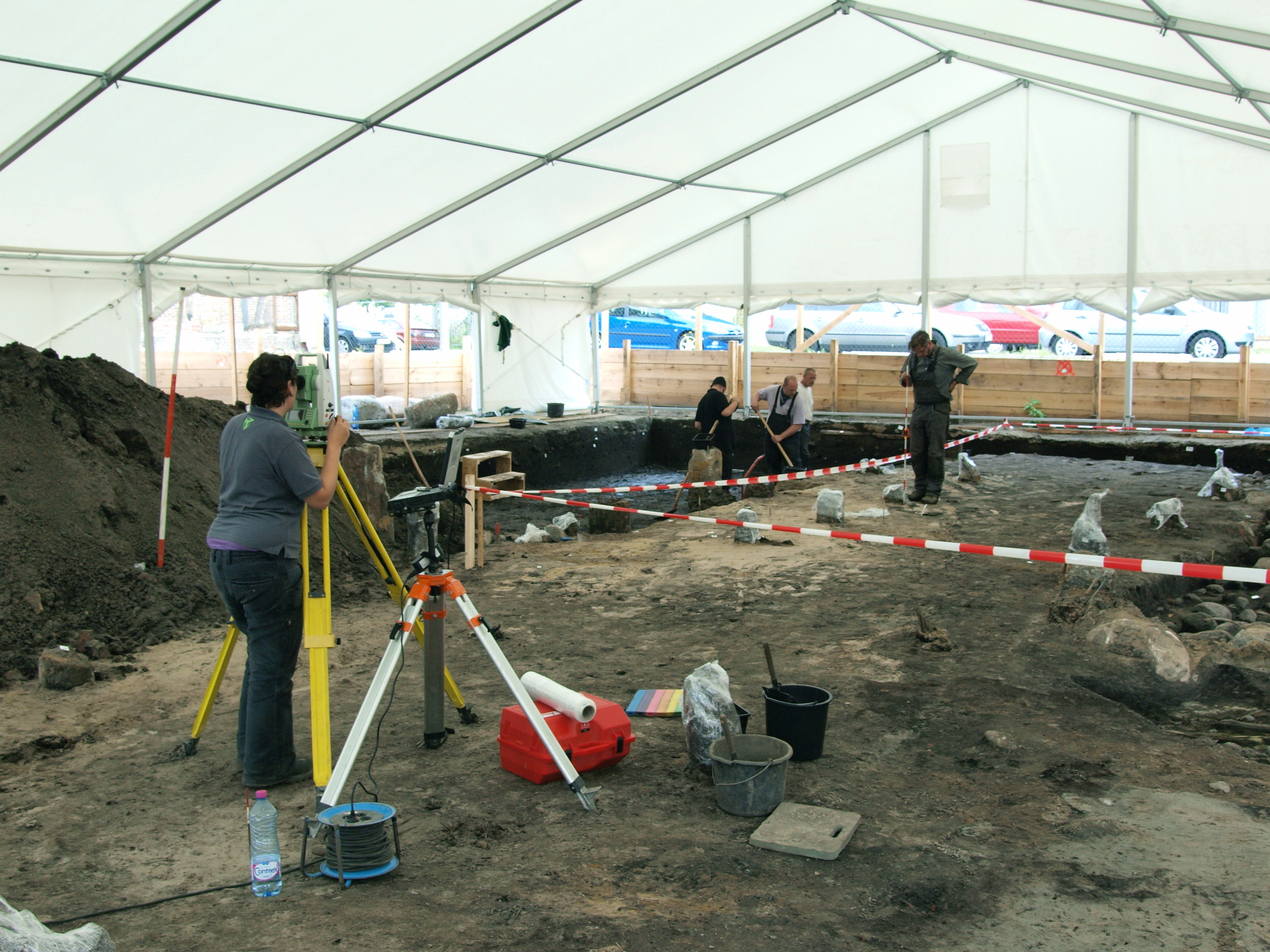
Einmessung des Fundes im Begehungshorizont zur Dokumentation

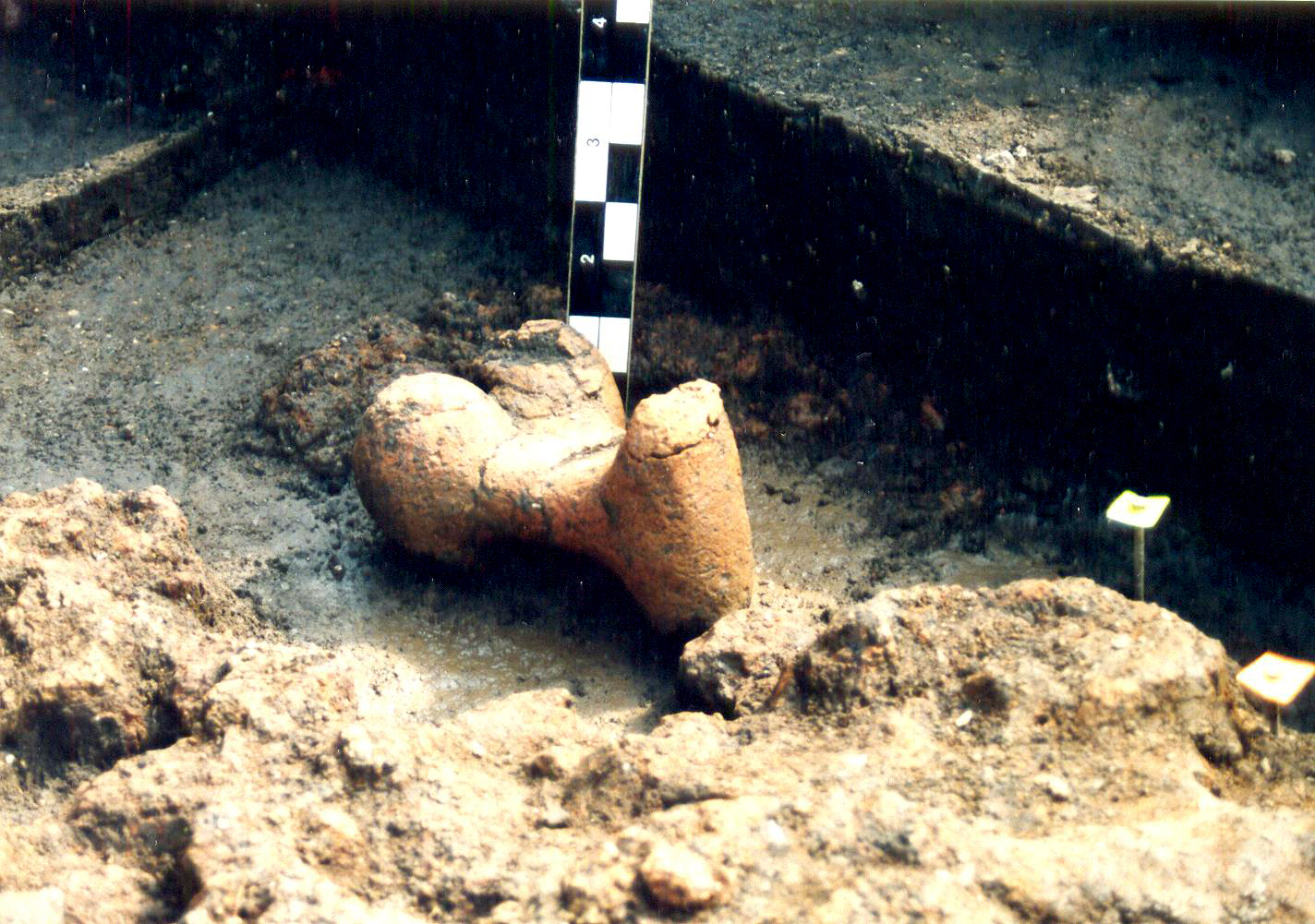
Göttin der Fruchtbarkeit gefunden bei einer Ausgrabung in Blagotin; Fundschilder, Messlatte

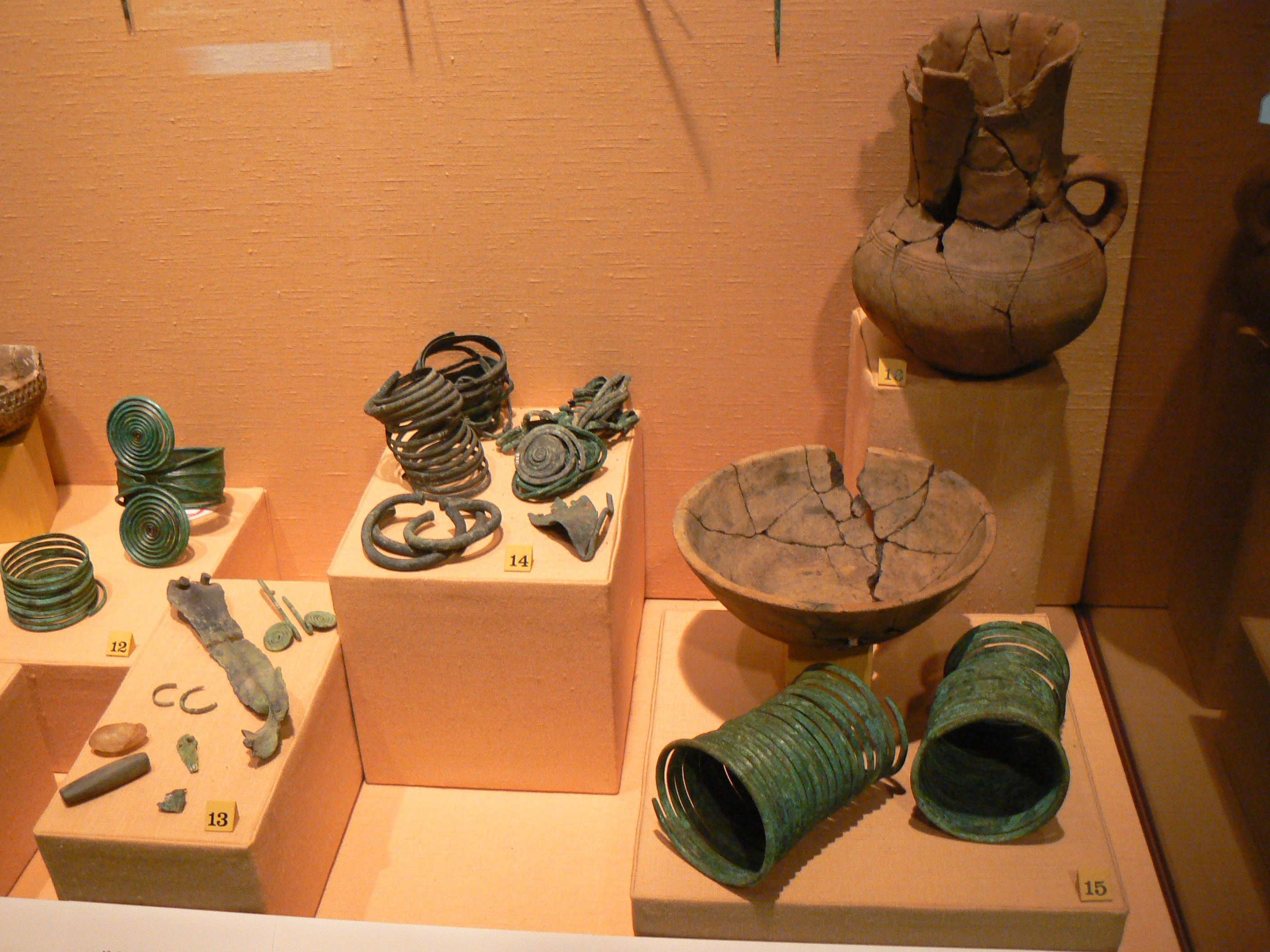
Archäologischer Fund (bronzezeitliche Keramiken) nach der Ausgrabung als Museumsexponat (Musée historique de Haguenau)

## Fund und Befund
Der Fund ist zu unterscheiden vom Befund, womit der Fundkontext bezeichnet wird. Ein Befund bezeichnet oder beschreibt die im Gelände bzw. bei Ausgrabungen gefundenen Strukturen, etwa Mauern oder Erdverfärbungen von früher vorhandenen Holzsäulen, einen Hausgrundriss oder eine Grabanlage; Befunde sind in der Regel nicht beweglich. 
Eine Dokumentation des Fundkontextes hat für die wissenschaftliche Archäologie allerhöchste Priorität, da ein nicht zuzuordnender oder inkorrekt verorteter Fund von Artefakten die Aussagekraft von archäologischen Quellen und damit die Befundung stark beeinträchtigt. Alle Funde und die gesamte Dokumentation – sie umfasst die während der Ausgrabung angefertigten Originaldokumentationen, inklusive Fotografien, Zeichnungen etc. und alle erstellten Listen und Pläne – werden nach Beendigung der Ausgrabung der zuständigen Behörde übergeben.

## Fund und Fundkontext
Ein Befund bezeichnet also ein nach einer Untersuchung oder Prüfung festgestelltes Ergebnis eines Fundkontextes bzw. die Fundumstände. Für die wissenschaftlichen Archäologen ist dies zumeist bedeutender als das Fundstück selbst. Erst durch die Einbettung des Fundstücks in seinen Kontext gewinnt der Fund seine wissenschaftliche Bedeutung. Bei Grabungen wird zwischen den Archäologischen Funden, also den (potentiell) beweglichen Gegenständen (in der Regel Artefakte), und den Befunden (unbewegliche Strukturen, in der Regel Bodenkonsistenzen, in der Regel ein abgegrenzter Kontext) unterschieden.
Hier gehören neben dem Gehalt an organischer Substanz (Humus), dem allgemeinen Bodengefüge und der Konsistenz vor allem die Bodenart (Körnung) und die Farbe zu den wichtigsten Merkmalen bei der Beschreibung und Definition von Bodenhorizonten und -schichten (Stratum, Survey).
Es gilt zu unterscheiden zwischen:
- Artefakten: von Menschen hergestellte Gegenstände
- Geofakten: ohne Zutun des Menschen durch Naturkräfte bearbeitete Steine
- Biofakten: Überreste von Lebewesen, z. B. Tierknochen, Pollen usw.

Wichtig ist aber in der archäologischen Forschung nicht nur der einzelne Fund, sondern vor allem auch dessen Kontext, also die genauen Fundumstände: Wo genau wurde der Fund gemacht, welche Funde bzw. Artefakte lagen nebeneinander und wie, die Stratigraphie usw. Zur Deutung und Hypothesenbildung der Funde und Befunde ist deshalb der Kontext äußerst wichtig; daher ist eine genaue Dokumentation der Fundumstände unumgänglich.

## Geschlossener Fund
Bei einem geschlossenen Fund handelt es sich, definitionsgemäß, um mindestens zwei Artefakte, die gemeinsam im Fundhorizont be-, vergraben oder in sonstiger Weise deponiert worden sind und die bis zu ihrer Ausgrabung ohne relevante Störungen in ihren Positionen überdauert haben. Geschlossene Funde können eine wichtige Bedeutung in der Rekonstruktion von relativen Zeitfolgen haben, oder anders formuliert, eine Antwort in der Frage geben, in welchem zeitlichen Zueinander die gefundenen Artefakte bzw. Gruppen von Objekten standen.

## Raubgrabungen und Zerstörung des Fundhorizontes
Verstoßen die eine Grabung vornehmenden Akteure gegen wissenschaftliche Standards oder Rechtsnormen beim Ausgraben und Bergen von Artefakten, wird dieser Vorgang als eine Raubgrabung bezeichnet. Das Ergebnis führt zu einem Raubfund. Dabei wird in der Regel nicht nur der Fundzusammenhang oder auch das Artefakt selbst zerstört, auch bleibt häufig der Fundort unbekannt oder vage. Dennoch gehen etliche Entdeckungen auf Raubgrabungen zurück, siehe z. B. Himmelsscheibe von Nebra. Dabei sind Raubgrabungen nicht ohne einen illegalen Handel und einen Markt denkbar. Abzugrenzen hiervon ist begrifflich der archäologische Zufallsfund, der nicht zwangsläufig zu einer Raubgrabung wird. Denn wird ein zufällig gefundenes archäologisches Artefakt den entsprechenden Landesbehörden gemeldet, besteht die Möglichkeit einer wissenschaftlichen Ausgrabung.
In Deutschland regelt das Bürgerliche Gesetzbuch (BGB) das Fundrecht: Gegenstände, die niemanden gehören, oder deren Zuordnung zu einem Besitzer nicht mehr möglich ist, was in der Regel auch für archäologische Funde gilt, gehören zur Hälfte dem Finder und zur Hälfte dem Grundeigentümer. Besitzen diese Funde jedoch eine wissenschaftliche Bedeutung, so gehören sie bei der Auffindung der Allgemeinheit (der Gesamtheit der Bürger), also dem Land, in dem der Fund stattfand. Auch wenn der Finder einen Anspruch auf eine Entschädigung hat, misst diese sich nicht am (im-)materiellen Wert des Fundes, sondern lediglich an seinem Aufwand.

## Archivierung der Funde
Die manuelle Beschriftung von Funden für die museale Archivierung wird vermehrt mittels Tintenstrahldrucker und computergesteuert durchgeführt. Die Inventarnummern werden dabei in schwarzer oder weißer Farbe auf die Artefakte aufgetragen.

## Weitere Bedeutungen
Die Hauptaufgaben in der wissenschaftlichen Archäologie sind neben den eigentlichen Ausgrabungstätigkeiten die Dokumentation und Archivierung der Funde und Befunde, die Analyse und kritische Reflexion von erfassten Daten, die Präsentation und Verteilung des Datenmaterials des aus den Informationen entstandenen Wissens sowie des inner- und interdisziplinären Dialogs (Interdisziplinäre Wissenschaft).
Für Schreg (2013) ist die wesentliche Aufgabe der Archäologie eine vergangene Realität zu rekonstruieren. Die vergangene Realität, die sich durch die Fundformation in der Zeit zur archäologischen Datenbasis durch den Prozess der Ausgrabung entwickelt hat, stellt eine Quelle dar. Quelle und sogleich archäologische Datenbasis sind die materiellen Überreste, die in ihrer Kenntnis zu einer historischen Rekonstruktion führen und zunächst die Funde bzw. später im Kontext für die Befunde notwendig sind. Als solche sind sie einerseits direkt von der vergangenen Realität  abhängig („originäre Vergangenheit“ führt zur Fundformation) und werden damit andererseits grundlegend für eine Rekonstruktion der Vergangenheit („rekonstruierte Vergangenheit“ führt zur historischen Interpretation). Obgleich der Archäologe durch seine Geländetätigkeit aktiv an der Erweiterung der archäologischen Datenbasis mitwirkt, ist diese Datenbasis aber nicht nur den Formationsprozessen der Überlieferung ausgesetzt, sondern kann auch rückwirkend durch moderne Faktoren beeinflusst werden. Aussagen anderer Quellen, multidisziplinärer Forschungsergebnisse, aber auch das eigene gesellschaftliche Umfeld wirken auf die Interpretation der Datenbasis, der historischen Interpretation zurück.